# Drăgănești, Iași
Drăgănești este un sat în comuna Andrieșeni din județul Iași, Moldova, România.